# Nikolai Prokofjewitsch Fedorenko
Nikolai Prokofjewitsch Fedorenko (russisch Николай Прокофьевич Федоренко; * 28. Apriljul. / 11. Mai 1917greg. in Preobraschenka, Gouvernement Jekaterinoslaw; † 1. April 2006 in Moskau) war ein ukrainisch-russischer Chemiker, Ökonom und Hochschullehrer.

## Leben
Fedorenko studierte in Moskau an der Timirjasew-Akademie, am Moskauer Institut für Feinchemietechnologie (MITChT) mit Abschluss 1941 und an der Woroschilow-Militärakademie für Chemische Verteidigung mit Abschluss 1942. Darauf nahm er am Deutsch-Sowjetischen Krieg teil.
Nach dem Krieg kehrte Fedorenko ans  MITChT zurück. 1946 entwickelte er einen neuen Ansatz für Wirtschaftsberechnungen kombinierter Produktionsprozesse. Dies führte 1949 zu einer Methodik für die Bestimmung des Aufwands und des Wirkungsgrades komplexer chemischer Produktionsprozesse. 1949 wurde er Kandidat der Wirtschaftswissenschaften. 1955 wurde er zum Doktor der Wirtschaftswissenschaften promoviert. 1956 folgte die Ernennung zum Professor. Mit seinen Berechnungen trug er zur praktischen Realisierung der Kostenrechnung in der chemischen Industrie bei. 1961 erschien seine Monografie zur Wirtschaft der Kunststoffindustrie und 1967 eine weitere zu Problemen der Wirtschaft der Kunststoffindustrie. 1962 wurde er Korrespondierendes Mitglied der Akademie der Wissenschaften der UdSSR (AN-SSSR) (seit 1991 Russische Akademie der Wissenschaften (RAN)).
Als 1963 auf Initiative Wassili Sergejewitsch Nemtschinows das  Zentralinstitut für Ökonomie und Mathematik (ZEMI) der AN-SSSR in Moskau gegründet wurde, war Fedorenko sein erster Direktor. 1964–1970 leitete er den Lehrstuhl für mathematische Methoden der Wirtschaftsanalyse der Fakultät für Wirtschaft der Lomonossow-Universität Moskau (MGU). 1964 wurde er Wirkliches Mitglied der AN-SSSR und 1967 Mitglied des Präsidiums der AN-SSSR. 1966 wurde er Mitglied der Econometric Society und 1967 Mitglied der International Economic Association. Fedorenkos Arbeiten waren die Basis für das komplexe System der Erarbeitung der Volkswirtschaftspläne. Das Ziel war ein mathematisiertes zentrales Planungssystem unter Benutzung der Linearen Optimierung von Leonid Witaljewitsch Kantorowitsch mit Einsatz von Computern zur Erreichung einer optimierten Zentralverwaltungswirtschaft. Fedorenkos Nachfolger als Direktor des ZEMI wurde 1985 Waleri Leonidowitsch Makarow.
Fedorenko wurde auf dem Moskauer Friedhof Trojekurowo begraben.

## Ehrungen, Preise, Mitgliedschaften
- Medaille „Für heldenmütige Arbeit“ (1944)[3]
- Orden des Roten Sterns (1947)[4]
- Medaille „Für die Verteidigung Moskaus“
- Medaille „Sieg über Deutschland“
- Leninorden
- Orden der Oktoberrevolution
- Orden des Roten Banners der Arbeit
- Orden der Völkerfreundschaft
- Staatspreis der UdSSR (1970)
- Verdienstorden für das Vaterland IV. Klasse (1997)